# インターネット地理学
インターネット地理学（インターネットちりがく、英語: Internet geography）もしくはサイバー地理学（サイバーちりがく、英語: cybergeography）は、インターネットの空間的構成を社会的、経済的、文化的、技術的観点から研究する地理学の下位学問分野。
インターネット地理学の核となる前提は、サーバー、ウェブサイト、データ、サービス、インフラの位置が、インターネットの発展とダイナミクスを理解する鍵であるということである。